# Cerasmatrichia adunca
Cerasmatrichia adunca är en nattsländeart som först beskrevs av Oliver S. Flint Jr. 1991.  Cerasmatrichia adunca ingår i släktet Cerasmatrichia och familjen smånattsländor. Inga underarter finns listade i Catalogue of Life.